# Klemens Flossmann

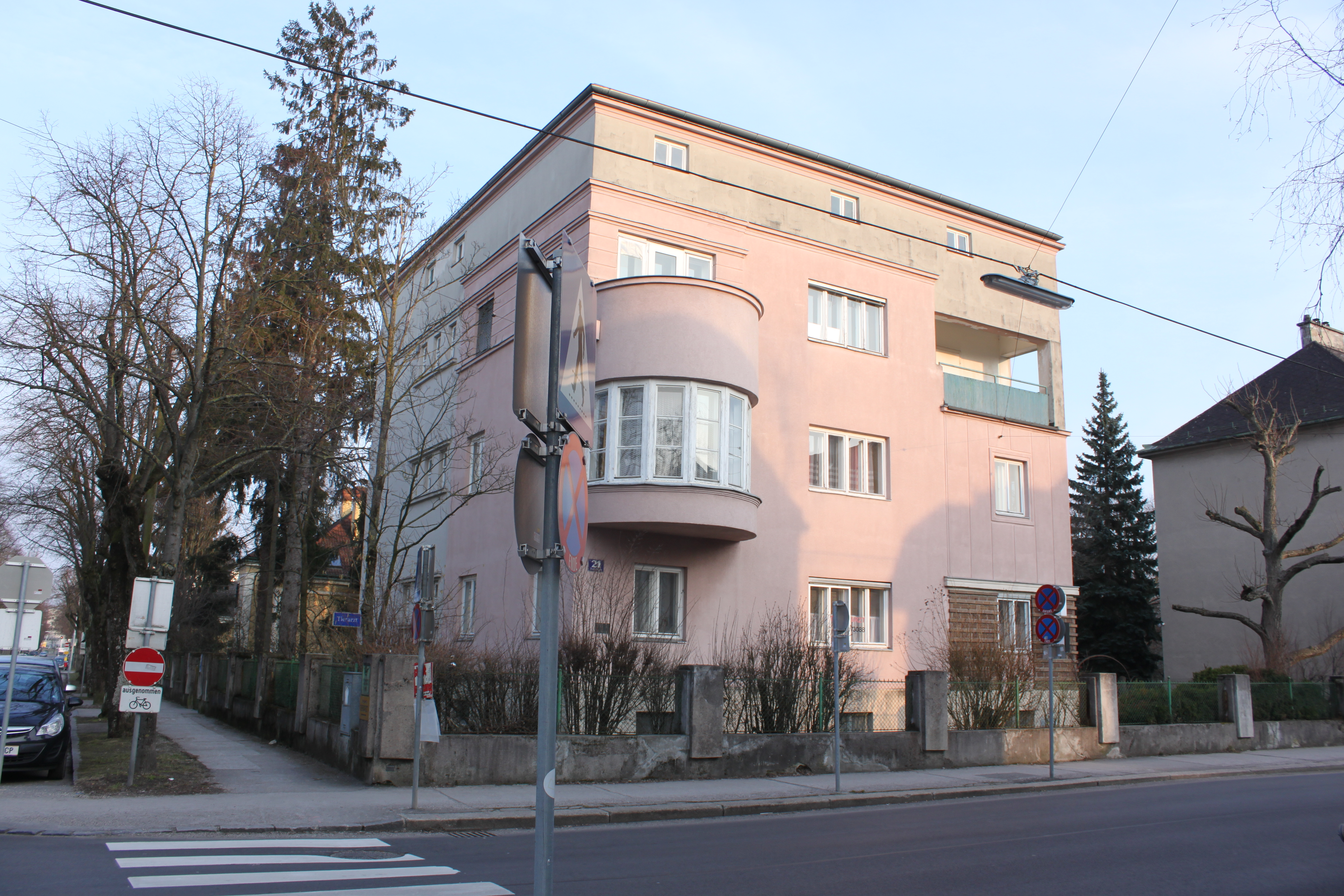
Villa Kroboth

Klemens Flossmann (* 24. November 1892 in Herzogenburg, Niederösterreich; † 9. Juni 1951 in St. Pölten) war ein österreichischer Architekt.

## Leben
Klemens Flossmann gründete in den 1920er Jahren sein Architekturbüro in St. Pölten.

## Realisierungen
- 1920/1922 Schule des Institutes der Englischen Fräulein, Schneckgasse 3, St. Pölten, nun Mary Ward Privatgymnasium und Oberstufenrealgymnasium St. Pölten[2]
- 1929 Wohnhaus, Hasnerstraße 3, St. Pölten, Wohnhaus unter hohem Walmdach, Zackengiebeln und Sichtziegelflächen[2]
- um 1930 Villa Kroboth, Josefstraße 21, St. Pölten[3]
- 1931 Pfarrheim, Rößlergasse 20, St. Pölten[2]
- 1933/1934 St.-Michaels-Heim, St. Aegyd am Neuwalde, Umbau eines ehemaligen Gussstahlwerks zu einem Jugendheim für die Caritas der Diözese St. Pölten[2]